# 细枝箭竹
细枝箭竹（学名：Fargesia stenoclada）为禾本科箭竹属下的一个种。

## 扩展阅读
- 維基物種上的相關：细枝箭竹